# Ujguricola pergrisea
Ujguricola pergrisea är en tvåvingeart som beskrevs av Pavel Lehr 1970. Ujguricola pergrisea ingår i släktet Ujguricola och familjen rovflugor. Inga underarter finns listade i Catalogue of Life.